# Contre-la-montre féminin des juniors aux championnats du monde de cyclisme sur route 2023
Le contre-la-montre féminin des juniors (moins de 19 ans) aux championnats du monde de cyclisme sur route 2023 a lieu le 10 août 2023 sur 13,6 kilomètres à Stirling, au Royaume-Uni.

## Classement
| Rang                               | Cycliste                        | Pays             | Temps           |
| ---------------------------------- | ------------------------------- | ---------------- | --------------- |
| Médaille d'or, Coupe du Monde      | Felicity Wilson-Haffenden       | Australie        | 19 min 31,51 s  |
| Médaille d'argent, Coupe du Monde  | Isabel Sharp                    | Grande-Bretagne  | + 16,59 s       |
| Médaille de bronze, Coupe du Monde | Federica Venturelli             | Italie           | + 29,30 s       |
| 4                                  | Lucy Bénézet Minns              | Irlande          | + 36,26 s       |
| 5                                  | Mackenzie Coupland              | Australie        | + 41,49 s       |
| 6                                  | Hanna Kunz                      | Allemagne        | + 49,97 s       |
| 7                                  | Pia Grunewald                   | Allemagne        | + 52,40 s       |
| 8                                  | Fee Knaven                      | Pays-Bas         | + 58,70 s       |
| 9                                  | Julie Bego                      | France           | + 1 min 00,16 s |
| 10                                 | Cat Ferguson                    | Grande-Bretagne  | + 1 min 00,43 s |
| 11                                 | Tabea Huys                      | Autriche         | + 1 min 01,08 s |
| 12                                 | Juliana Londono David           | Colombie         | + 1 min 01,93 s |
| 13                                 | Alberte Greve                   | Danemark         | + 1 min 06,01 s |
| 14                                 | Nora Linton                     | Canada           | + 1 min 10,20 s |
| 15                                 | Martyna Szczęsna                | Pologne          | + 1 min 16,14 s |
| 16                                 | Célia Gery                      | France           | + 1 min 27,40 s |
| 17                                 | Xaydée Van Sinaey               | Belgique         | + 1 min 27,43 s |
| 18                                 | Alice Toniolli                  | Italie           | + 1 min 31,08 s |
| 19                                 | Skaistė Mikašauskaitė           | Lituanie         | + 1 min 36,16 s |
| 20                                 | Barbara Cywińska                | Pologne          | + 1 min 42,72 s |
| 21                                 | Angie Londono Posada            | Colombie         | + 1 min 45,48 s |
| 22                                 | Olympia Bianca Norrid-Mortensen | Danemark         | + 1 min 46,07 s |
| 23                                 | Luca Vierstraete                | Belgique         | + 1 min 50,05 s |
| 24                                 | Eloise Camire                   | Canada           | + 1 min 51,28 s |
| 25                                 | Zoe van Velzen                  | Pays-Bas         | + 1 min 52,88 s |
| 26                                 | Aline Epp                       | Suisse           | + 1 min 54,92 s |
| 27                                 | Kateřina Douděrová              | Tchéquie         | + 1 min 56,82 s |
| 28                                 | Ella Brebbeman                  | États-Unis       | + 2 min 04,19 s |
| 29                                 | Maia Barclay                    | Nouvelle-Zélande | + 2 min 10,17 s |
| 30                                 | Samantha Scott                  | États-Unis       | + 2 min 10,21 s |
| 31                                 | Ina Nakken                      | Norvège          | + 2 min 14,59 s |
| 32                                 | Nela Kaňkovská                  | Tchéquie         | + 2 min 18,89 s |
| 33                                 | Aine Doherty                    | Irlande          | + 2 min 19,41 s |
| 34                                 | Maayan Tal                      | Israël           | + 2 min 20,57 s |
| 35                                 | Yuliia Pchelintseva             | Ukraine          | + 2 min 27,53 s |
| 36                                 | Valeria Ponomarenko             | Ukraine          | + 2 min 45,31 s |
| 37                                 | Neža Zupanič                    | Slovénie         | + 2 min 49,15 s |
| 38                                 | Anna Ržoncová                   | Slovaquie        | + 3 min 15,34 s |
| 39                                 | Muireann Green                  | Nouvelle-Zélande | + 3 min 21,85 s |
| 40                                 | Violeta Hernandez Diaz          | Espagne          | + 3 min 29,57 s |
| 41                                 | Patience Effiong Otuodung       | Nigeria          | + 3 min 42,87 s |
| 42                                 | Ali Maryam                      | Pakistan         | + 7 min 18,87 s |